# Erdőszelestény
Erdőszelestény (szlovákul Seľešťany) Erdőmeg településrésze, 1907 előtt önálló falu Szlovákiában, a Besztercebányai kerületben, a Nagykürtösi járásban.

## Fekvése
Nagykürtöstől 13 km-re délre, a Kürtös-patak és az Ipoly között, a magyar határ mellett fekszik.

## Története
1851-ben még pusztaként szerepel 182 lakossal. A Szilassy, Vitális és Fáy családok birtokolták. Előbbi két családnak úrilaka is állt a településen, melynek nagy szőlőhegye volt. Lakói földműveléssel, szőlőtermesztéssel, borászattal foglalkoztak.
Vályi András szerint "SZELESTYÉN. Tót falu hont Várm. földes Urai több Uraságok, lakosai katolikusok, fekszik Zsilyhez nem meszsze, mellynek filiája; határja jeles, szőleje középszerű, fája, legelője elég van."
Fényes Elek szerint "Szelestyén, puszta, Honth vmegyében, Zsély fil. 54 kath. 128 evang. lak."
1907-ben csatolták Erdőmeghez. 1910-ben Erdőmeggel együtt 806, többségben szlovák lakosa volt, jelentős magyar kisebbséggel. A trianoni békeszerződésig Hont vármegye Ipolynyéki járásához tartozott.